# Collin Samuel
Collin Samuel (ur. 27 sierpnia 1981 w North Manzanilla na wyspie Trynidad) – trynidadzko-tobagijski piłkarz, grający na pozycji napastnika.

## Kariera
Samuel zaczynał piłkarską karierę w klubie z rodzinnej wyspy Trynidad – Doc’s Khelwalaas, gdzie grał do roku 2000. Potem przeszedł do jednego z najlepszych klubów w kraju, San Juan Jabloteh. Tam grał przez 2 lata do roku 2002. Wtedy to w sierpniu tamtego roku przeszedł do ligi szkockiej do zespołu Falkirk FC. Po świetnym sezonie w zespole Falkirk, w którym to zdobył 16 goli w 42 meczach, w lipcu 2003 Samuel został zakupiony za 100.000 funtów do Dundee United, gdzie grał do 2007 roku. W zespole Dundee United debiutował 9 sierpnia 2003 roku w meczu z Hibernianem. Obecnie jest piłkarzem klubu Major League Soccer, Toronto FC.
Samuel jest jednym z ważniejszych piłkarzy w reprezentacji Trynidadu i Tobago, a debiutował w niej 11 listopada 2001 w zremisowanym 0:0 meczu z reprezentacją Stanów Zjednoczonych. Brał także udział w Złotym Pucharze CONCACAF w 2002. Dobra gra spowodowała także, że selekcjoner Leo Beenhakker powołał Samuela do kadry na Mistrzostwa Świata w Niemczech. Tam zagrał w pierwszym meczu przeciwko reprezentacją Szwecji cała reprezentacja Trynidadu i Tobago spisała się znakomicie i w debiucie na tak wielkiej imprezie osiągnęła remis 0:0. Jednak po porażkach z Anglią (0:2) oraz Paragwajem (0:2) reprezentacja Trynidadu i Tobago wróciła do domu po fazie grupowej, ale Samuel w ostatnich dwóch już na boisku się nie pojawił.

## Statystyki ligowe
| Rozgrywki               | Kraj              | Poziom | Kluby                               | Mecze | Gole |
| ----------------------- | ----------------- | ------ | ----------------------------------- | ----- | ---- |
| Scottish Premier League | Szkocja           | I      | Dundee United, St. Johnstone        | 171   | 21   |
| Scottish Division One   | Szkocja           | II     | Falkirk, St. Johnstone              | 61    | 17   |
| Scottish Division Two   | Szkocja           | III    | East Fife, Arbroath                 | 35    | 7    |
| Major League Soccer     | Kanada            | I      | Toronto FC                          | 19    | 3    |
| TT Pro League           | Trynidad i Tobago | I      | Doc's Khelwalaas, San Juan Jabloteh | 61    | 18   |
| Conference National     | Anglia            | V      | Luton Town                          | 1     | 0    |